# Flughafen Treinta y Tres

i7
i11
i13
Der Aeropuerto Treinta y Tres (IATA-Flughafencode TYT, ICAO-Flughafencode SUTR) ist ein Flughafen in Uruguay.
Er liegt im Osten Uruguays nordöstlich der Stadt Treinta y Tres im  gleichnamigen Departamento. Verkehrsinfrastrukturell ist der Flughafen über die Ruta 8 bzw. die Ruta 17 erschlossen.